# Болярово (община)
Болярово (болг. Община Болярово) — община в Болгарии. Входит в состав Ямболской области. Население составляет 4563 человека (на 16 июня 2008 года).

## Состав общины
В состав общины входят следующие населённые пункты:
1. Болярово
2. Воден
3. Вылчи-Извор
4. Голямо-Крушево
5. Горска-Поляна
6. Денница
7. Дыбово
8. Златиница
9. Иглика
10. Камен-Врых
11. Крайново
12. Малко-Шарково
13. Мамарчево
14. Оман
15. Попово
16. Ружица
17. Ситово
18. Стефан-Караджово
19. Странджа
20. Шарково